# آبشار آکاکا
آبشار آکاکا (به انگلیسی: Akaka Falls) آبشاری است که در کشور ایالات متحده آمریکا-هاوایی واقع شده‌است و بلندترین ریزشگاه آن 134.8 متر ارتفاع دارد. حوضهٔ آبریز این آبشار، رود وایلوکو است.